# Stalagmit
Stalagmiti (iz grčkog jezika stalagma - "Σταλαγμίτης") su pećinski ukrasi koji rastu s poda prema plafonu, a nastaju zbog kapljanja mineralnih rastvora i taloženja krečnjaka. Odgovarajuće forme koje vise sa plafona ili zidova pećine su stalaktiti.

## Spoljašnje veze
- Čovek i kamen: Rajkova pećina - stalagmit (RTS Obrazovno-naučni program - Zvanični kanal)
- The Virtual Cave: Stalagmites